# Maehara Seiji
Maehara Seiji (kanji: 前原 誠司, hiragana: まえはら　せいじ, Hán Việt: Tiền Nguyên Thành Ti) nguyên là Bộ trưởng Bộ Ngoại giao Nhật Bản.

## Xuất thân
Maehara sinh ngày 30 tháng 4 năm 1962 tại thành phố Kyōto. Năm 1986, ông tốt nghiệp chuyên ngành khoa học chính trị tại Khoa Luật của Đại học Kyōto. Ông là học viên khóa 8 của Học viện Quản lý Matsushita.

## Sự nghiệp
Maehara trở thành Hạ nghị sĩ vào năm 1993 trong kì bầu cử Quốc hội Nhật Bản lần thứ 40. Các kì bầu cử quốc hội lần thứ 41, 42, 43, 44, và 45, ông đều trúng cử.
Tháng 9 năm 2001, Maehara được Đảng Dân chủ (Nhật Bản) bầu là Phó Tổng thư ký (幹事長代理). Tháng 9 năm 2005, ông được bầu làm Chủ tịch (代表) Đảng Dân chủ. Tháng 8 năm 2007, ông được bầu làm Phó Chủ tịch đảng.
Tháng 9 năm 2009, ông được bổ nhiệm làm Bộ trưởng Bộ Lãnh thổ và giao thông kiêm Bộ trưởng đặc trách phát triển Okinawa và lãnh thổ phía bắc kiêm Bộ trưởng đặc trách phòng chống thiên tai và thảm họa trong nội các của Thủ tướng Hatoyama Yukio (Nội các Hatoyama). Ông tiếp tục giữ chức Bộ trưởng Bộ Lãnh thổ và giao thông kiêm Bộ trưởng đặc trách phát triển Okinawa và lãnh thổ phía bắc khi nội các của Thủ tướng Kan Naoto được thành lập vào tháng 6 năm 2010 (nội các Kan (thứ nhất)). Tháng 9 năm 2010, ông được bổ nhiệm làm Bộ trưởng Bộ Ngoại giao trong nội các Kan (thứ hai). Tháng 1 năm 2011, ông được tái bổ nhiệm làm Bộ trưởng Bộ Ngoại giao trong nội các Kan (thứ ba).
Tháng 3 năm 2011, Maehara từ chức do bị cáo buộc nhận tiền tài trợ bất hợp pháp từ kiều dân Hàn Quốc.

## Lập trường chính trị
Maehara Seiji ủng hộ việc sửa đổi Điều 9 của Hiến pháp Nhật Bản hiện tại (quy định Nhật Bản không được phép đưa quân đội ra nước ngoài chiến đấu). Ông được coi là người có thái độ cứng rắn với Trung Quốc và ủng hộ tăng cường quan hệ Nhật Bản Hoa Kỳ.
Maehara ủng hộ việc thay đổi hệ thống chính trị của Nhật Bản từ đa đảng với một đảng chi phối sang chế độ hai đảng.